# Барметтлер, Хайнц
Хайнц Барметтлер Велос (нем. Heinz Barmettler Veloz; 21 июля 1987, Цюрих, Швейцария) — доминиканский футболист, защитник. Выступал в сборной Доминиканской Республики.

## Клубная карьера
Играть в футбол Хайнц начал в молодёжных командах клубов родного города Цюриха (с 1993-го), а затем — «Грассхоппера» (с 1999-го), с которым в 2005 году подписал первый профессиональный контракт. В 2006-м Барметтлер перешёл в «Цюрих», с ним выиграл чемпионат страны (2007). Сыграв за клуб более 120 матчей, летом 2012 года Хайнц подписал двухлетний контракт с азербайджанским «Интером». Но уже зимой 2013-го стал игроком лихтенштейнского «Вадуца», с которым заключил соглашение на 6 месяцев. Летом 2013 года в качестве свободного агента перешёл в испанский «Вальядолид».

## Карьера в сборной
Барметтлер выступал за юношеские (U-17, U-19) и молодёжную (U-21) сборные Швейцарии. Он даже в 2009 году провел один матч в национальной команде этой страны. Но та встреча с норвежцами была товарищеской, и в 2012 году Хайнц воспользовался возможностью принять гражданство Доминиканской Республики. С того времени защитник выступает за её сборную. Принимал участие в розыгрыше Карибского кубка 2012, 2014 и 2016.